# Hans Eitel Diede zum Fürstenstein
Hans Eitel Diede zum Fürstenstein (* 16. Oktober 1624 in Wellingerode; † 12. Februar 1685 auf Burg Friedberg) war ein hoher Verwaltungsbeamter der Landgrafschaft Hessen-Darmstadt, Gesandter – unter anderem am Reichstag – und Burggraf der Burggrafschaft Friedberg aus der Familie Diede zum Fürstenstein.

## Familie
Er war der Sohn des kaiserlichen Rats Christoph Wilhelm Diede zum Fürstenstein († 1643) und der Anna von Berlepsch († 1624). Verheiratet war Hans Eitel Diede zum Fürstenstein in erster Ehe mit Clara Maria Anna Magdalena von Buttlar (1624–1675), Tochter des Dietrich Heinrich von Buttlar und der Magdalena von Cramm, und in zweiter Ehe mit Katharina Eleonore Diede zum Fürstenstein († 1705), Tochter des Georg Christoph Diede zum Fürstenstein und der Susanna Katharina von Bodenhausen.
Aus erster Ehe gingen hervor:
1. Georg Ludwig Diede zum Fürstenstein (1654–1720), Großbritannischer Geheimer Kriegsrat und Oberst.
2. Wilhelm Dietrich Diede zum Fürstenstein († 1691), Oberst der Landgrafschaft Hessen-Kassel.
3. Eine Tochter, verheiratet mit Christoph von Wrisberg (1650–1732), Kurkölnischer Geheimer Rat und Direktor der Ritterschaft des Hochstifts Hildesheim.
4. Eine Tochter, Johannetta Amalie, verheiratet mit Georg XIV. Riedesel zu Eisenbach.
5. Louise Hedwig Diede zum Fürstenstein († 1733), verheiratet mit Christian Hans von Warnstedt (1675–1742), Amtmann in dänischem Dienst.

## Karriere
Hans Eitel Diede zum Fürstenstein war ab 1653 Burgmann der Burg Friedberg. 1655 wurde er Hessen-Darmstädtischer Hofmeister, 1661 ebendort Geheimer Rat und 1663 Gesandter des hessen-darmstädtischen Hofes am Immerwährenden Reichstag in Regensburg. Für das Jahr 1664 ist der Tod seines Sohnes Phillipp Diede zum Fürstenstein in Regensburg dokumentiert. Der Sohn wurde ohne Grabdenkmal auf dem östlichen Nebenhof des heutigen Gesandtenfriedhofs neben der Dreieinigkeitskirche begraben. Die Grabstelle ist heute nicht mehr erkennbar. 
1671 wurde der Gesandte zum Oberamtmann der Grafschaft Nidda ernannt. 1672 wurde er Burggraf in Friedberg. 1683 erhielt er den Titel eines Wirklichen Geheimen Kaiserlichen Rates. Außerdem war er Hauptmann der Mittelrheinischen Reichsritterschaft und Kriegsrat der Oberrheinischen Reichsstädte.
Unter dem Gesellschaftsnamen der Lebende wurde er als Mitglied in die Fruchtbringende Gesellschaft aufgenommen.